# Mexichromis francoisae
Mexichromis francoisae is een zeenaaktslak die behoort tot de familie van de Chromodorididae. Deze slak komt voor in het oosten van de Atlantische Oceaan, hoofdzakelijk voor de kust van Senegal en de Kaapverdische Eilanden, op een diepte van 5 tot 10 meter.
De slak heeft afwisselende dorsale paarse en witte strepen. De mantelrand bestaat uit een gele lijn. De kieuwen en de rinoforen zijn paars. Ze wordt, als ze volwassen is, zo'n 3 cm lang. 